# NGC 6018
NGC 6018 (również PGC 56481 lub UGC 10101) – galaktyka spiralna (S0-a), znajdująca się w gwiazdozbiorze Węża. Odkrył ją William Herschel 19 marca 1787 roku.